# Gato-bravo-de-patas-negras
O Gato-bravo-de-patas-negras (Felis nigripes) é um pequeno felídeo selvagem, endêmico de regiões da África Austral.